# Дзинзирук, Сергей Александрович
Сергей Александрович Дзинзирук (укр. Сергій Олександрович Дзінзірук; род 1 марта 1976, Нижнегорский, Украинская ССР) — украинский боксёр. Серебряный призёр чемпионата мира среди любителей 1997 года, двукратный призёр чемпионатов Европы, член олимпийской сборной Украины 1996 года. Чемпион мира среди профессионалов по версии WBO в первом среднем весе (2005—2011). Почётный гражданин Броварского района Киевской области Украины.

## Любительская карьера
Первым тренером Дзинзирука был Леонид Коварский, а продолжил развивать его боксёрские навыки Александр Полищук в Броварском училище олимпийского резерва, куда Сергей поступил в 1989 году.

### Спортивные результаты
- 1996 — 3-е место в полусреднем весе на Чемпионате Европы в Вайле, Дания:
  - Победил Нейла Гоуга (Ирландия) по очкам
  - Победил Паскуале Буоннано (Италия) по очкам
  - Победил Хусейна Байрама (Франция) по очкам
  - Проиграл Хасану Алу (Дания) по очкам
- 1996 — представлял Украину в полусреднем весе в 1996 году на Олимпиаде в Атланте:
  - Победил Паркпума Янгпонака (Таиланд) 20-10
  - Проиграл Хасану Алу (Дания) 4-10
- 1997 — 2-е место в полусреднем весе на чемпионате мира в Будапеште, Венгрия:
  - Победил Андерса Стива (Норвегия) по очкам
  - Победил Энрико Тормана (Германия) TKO 3
  - Победил Величана Герейчанова (Словакия) по очкам
  - Победил Марьяна Симьона (Румыния) по очкам
  - Проиграл Олегу Саитову (Россия) по очкам
- 1998 — 2-е место в полусреднем весе на чемпионате Европы в Минске, Беларусь:
  - Победил Мариуша Сендровского (Польша) по очкам
  - Победил Виталия Грушака (Молдавия) по очкам
  - Победил Вадима Мезга (Беларусь) по очкам
  - Проиграл Олегу Саитову (Россия) по очкам
- 1998 — соревновался в полусреднем весе на Играх доброй воли в Нью-Йорке, США:
  - Проиграл Ларри Мосли (США) по очкам

## Профессиональная карьера
Подписав контракт с британской промоутерской компанией Panix Promotions Паноса Элиадеса, Дзинзирук дебютировал на профессиональном ринге 22 января 1999 года победой по очкам над алжирцем Рамдане Кауане. В начале профи-карьеры Сергей проводил бои преимущественно в Великобритании и Польше.
В декабре 1999 года, в своём шестом поединке на профессиональном ринге победил по очкам непобеждённого американского боксёра Леона Персона (6-0-1). В 2001 году, помимо поединков в Польше, провёл бои в Казахстане и Украине.
После упразднения компании Panix Promotions, причиной которого послужил уход из неё главной звёзды — супертяжеловеса Леннокса Льюиса, Дзинзирук перешёл под крыло немецкой промоутерской компании Universum Box Promotion Клауса-Питера Коля. К тому времени он имел в своём активе 20 побед в 20 официальных профессиональных поединках. Его новым тренером стал известный немецкий специалист Михаэль Тимм.
Первый бой в Германии Дзинзирук провёл в марте 2003 года. А уже в мае того же года, нокаутировав во 2-м раунде аргентинца Марсело Алехандро Родригеса (23-6), он завоевал свой первый титул на профессиональном ринге — интерконтинентального чемпиона по версии WBO в первом среднем весе.
17 июня 2004 года Дзинзирук нокаутировал в 3-м раунде Мамаду Тиама (41-3), завоевав титул чемпиона Европы по версии EBU. В конце того же года он защитил титул в бою против Хусейна Байрама (17-1) нокаутом в 11-м раунде.

### Период владения мировым титулом WBO
В декабре 2005 года Сергей отобрал титул чемпиона мира по версии WBO в первом среднем весе у его тогдашнего владельца Даниэля Сантоса. В 8-м раунде Дзинзируку удалось послать пуэрториканца в нокдаун. По итогам отведённых регламентом 12-ти раундов все судьи отдали преимущество непобеждённому украинцу со счётом 115—112.
27 мая 2006 года Дзинзирук победил по очкам аргентинца Себастьяна Андреса Лухана (25-3-2).
Во второй защите титула, состоявшейся в октябре 2006 года, Сергей победил по очкам боксёра из России Алисултана Надирбегова (15-1).
19 мая 2007 года нокаутировал в 11-м раунде дотоле непобеждённого бразильца Карлоса Наскименто (16-0).
В апреле 2008 году решением большинства судей победил чеха Лукаша Конечны.
1 ноября 2008 года в пятой защите титула вышел на ринг против колумбийского боксёра Хоэля Хулио (34-1) и победил его по очкам с заметным преимуществом.
Из-за проблем со своей промоутерской компанией Universum Box Promotion, которая к тому времени находилась на грани развала, Дзинзирук полтора года не выходил на ринг. В итоге ему удалось договориться о сотрудничестве с двумя американскими промоутерскими компаниями — Banner Promotions Арта Пелулло и Gary Shaw Productions Гэри Шоу, которые выкупили его контракт у Universum Box Promotion.
В мае 2010 года, уже под эгидой своих новых промоутеров, Дзинзирук дебютировал на профессиональном ринге США в бою с бывшим чемпионом мира по кикбоксингу австралийцем Дэниэлем Доусоном. Сергей уверенно контролировал ход поединка, и в конце десятого раунда начал безответно избивать австралийца, после чего рефери прекратил бой, зафиксировав победу украинца техническим нокаутом.

### 12 марта 2011 года.Серхио Мартинес — Сергей Дзинзирук
|                  |                                                                                               |                                                                                               |
| Соперник         | Серхио Мартинес                                                                               | Серхио Мартинес                                                                               |
| Место проведения | Фоксвуд Резорд, Машантакет, Коннектикут, США                                                  | Фоксвуд Резорд, Машантакет, Коннектикут, США                                                  |
| Результат        | Победа Мартинеса техническим нокаутом в 8-м раунде в 12-раундовом бою                         | Победа Мартинеса техническим нокаутом в 8-м раунде в 12-раундовом бою                         |
| Статус           | Чемпионский бой за титул чемпиона The Ring и вакантный бриллиантовый титул WBC в среднем весе | Чемпионский бой за титул чемпиона The Ring и вакантный бриллиантовый титул WBC в среднем весе |
| Рефери           | Артур Мерканте мл.                                                                            | Артур Мерканте мл.                                                                            |
| Счёт судей       | Гленн Фельдман: 69-62; Джули Ледерман: 69-62; Стив Вайсфельд: 69-62 (все в пользу Мартинеса)  | Гленн Фельдман: 69-62; Джули Ледерман: 69-62; Стив Вайсфельд: 69-62 (все в пользу Мартинеса)  |
| Время            | 1:43 минут                                                                                    | 1:43 минут                                                                                    |
| Трансляция       | HBO                                                                                           | HBO                                                                                           |
| Промоутер        | DiBella Entertainment, Gary Shaw Productions, Banner Promotions                               | DiBella Entertainment, Gary Shaw Productions, Banner Promotions                               |
|                  | Мартинес                                                                                      | Дзинзирук                                                                                     |
| Вес              | 72,0 кг                                                                                       | 72,0 кг                                                                                       |
| Результаты боёв  | 46(26КО) — 2(1КО) — 2                                                                         | 37(24КО) — 0 — 0                                                                              |
| Гонорар          | 1 200 000 $                                                                                   | 850 000 $                                                                                     |

Пребывая в статусе непобеждённого на профи-ринге боксёра, Дзинзирук сразился с очень известным и опытным аргентинцем Серхио Мартинесом за вакантный пояс WBC Diamond и мировой титул по версии The Ring в среднем весе. Поскольку бой проходил в другой весовой категории, мировой титул WBO в первом среднем весе Сергей на кон в нём не выставлял. Поединок состоялся в марте 2011 года. Схватка началась с позиционного противостояния джебами. Сергей был аккуратнее, однако Мартинес — гораздо разнообразнее и активнее с другими ударами. Зажатость Дзинзирука и его скупые действия в атаке привели к тому, что практически все раунды записал себе в актив аргентинец. В 4-м раунде Сергею отсчитали флэш-нокдаун, а в конце 5-го — уже вполне серьёзный нокдаун. Дзинзирук неплохо восстановился в 6-м раунде, вырвав его за счет классной работы на контратаках, а в 7-м даже немного «посёк» Мартинеса над левым глазом. Но в 8-м раунде на протяжении одной минуты Серхио удалось трижды отправить Дзинзирука на настил ринга ударами слева. После третьего нокдауна рефери остановил бой даже не начиная отсчета.
В октябре 2011 года Дзинзирук был лишён руководством WBO мирового титула за то, что длительное время не проводил его защиту.

### Возвращение
После полуторагодичной паузы Дзинзирук заключил контракт на бой с непобеждённым пуэрториканцем Джонатаном Гонсалесом (15-0). Поединок между ними состоялся 1 сентября 2012 года и завершился вничью.
25 января 2013 года Дзинзирук вышел на ринг с обладателем титула WBO NABO Брайаном Верой (21-6). В первом раунде Вера отправил Дзинзирука во флэш-нокдаун. Затем ситуация стала меняться, но Дзинзирук пропускал большинство мощных атак Веры. В девятом раунде Сергей перехватил инициативу, но в десятой трёхминутке Брайан сумел остановить украинца, одержав победу техническим нокаутом.

## После карьеры
С началом российского вторжения в Украину вступил в ряды Сил территориальной обороны Вооружённых сил Украины